# Festival de improvisación teatral
Un festival de improvisación teatral es un evento donde se reúnen artistas de la técnica de diferentes localidades, diferentes países o de una misma comunidad para celebrar la realización de talleres y espectáculos de teatro improvisado.

## Lista de festivales internacionales
Marzo
IMPRO, Internationales Improfestival Berlin, Alemania.
Sacrebleu, Francia.
TÖRN - Das Hamburger Improfestival, Alemania.
ESPONTÂNEO - Festival Internacional de Teatro de Improviso, Portugal.

Abril
Subito Festival International de Théâtre d'Improvisation Bretagne, Francia.
Copenhagen International Improv Festival - CIIF, Dinamarca. Archivado el 6 de mayo de 2019 en Wayback Machine.
Semaine De L'impro à NANCY, Francia.
FESTIG, Granada, España.
Mayo
Barcelona Improvisa 2019, Barcelona, España. Archivado el 6 de mayo de 2019 en Wayback Machine.
Lyon Improv Fest LIF 2019, Lyon, Francia.
GIF Győri Impró Fesztivál | Győr Improv Festival, Hungría.
Ibiza Improvisa. Impro Ibiza. España.
Encuentro Nacional de Impro. TAC | Impro Valladolid Teatro, España.
Shiiink!, Suiza

Junio
Mt Olymprov. Festival en Atenas, Grecia.
Pandora Improv Festival, Italia.
Warsaw Improv Festival, Varsovia, Polonia.
Den Andre Teaterfestivalen 2019 | Det Andre Teatret, Noruega
Das Improv Festival, Alemania.

Julio
Tolfama - Festival Internazionale di Improvvisazione Teatrale, Italia. Archivado el 6 de mayo de 2019 en Wayback Machine.
JO - International Improv Festival, Polonia.
julio-agosto. Newcastle Improv Festival, Gran Bretania.

Agosto
DIG Stockholm Impro Festival, Estocolmo, Suecia.
IMPROFESTIVAL SALENTO, Italia.
ImproHotel Festival 2019, España

Septiembre
Fliegende Funken Festival Bremen, Alemania.
Fivo, España.
TILT. International Improv Festival, Estonia.
Sofia International Improv Festival | ШиЗи Импро Клуб / ShiZi Improv Club, Bulgaria.

Octubre
Monkey Fest - International Impro Festival, Colombia - South America
MOMENT! International Improv Festival | TAG, Austria.
SPUNK - Zürcher Improtheater Festival, Suiza.
Primofest, España.
Würzburger Improtheaterfestival, Alemania.
Oslo Impro Festival 2019, Noruega.
Improvember München, Alemania.

Noviembre
The BIG IF - Barcelona Improv Festival. España.
ImproFest - Międzynarodowy Festiwal Improwizacji Scenicznej, Polonia.
Zaragoza Improvisa, España.
Diciembre
Improv Fest Ireland, Irlanda.